# Planet (Diskothek)
Das Planet war eine Nürnberger Diskothek der Planet Arts GmbH.
Viele internationale DJs und Künstler traten dort regelmäßig auf. Neben The Dome Aftershow Party, VIVA Club Rotation und der Afterparty zur Energy Music Tour veranstaltete dort auch die ARD sein Valentine Clubbing zur Serie Marienhof. Zu den bekanntesten Gästen des Planet zählten u. a. Chris Brown, Oliver Pocher, Right Said Fred, Culcha Candela, Dolly Buster uvm.

## Geschichtliches
Mitte der 1990er Jahre entstand die Diskothek Planet in einem alten Fabrikgebäude in der Kilianstraße in Nürnberg. Das ursprüngliche Konzept sah eine Mischung zwischen Kunst und Nightlife vor, daher auch der eigentliche Name „Planetarts“, welcher sich über die Zeit aber zu „Planetdance“ und schließlich zu einfach nur „Planet“ gewandelt hat.
2001 erfolgte der Umzug in die Klingenhofstraße 40, direkt neben dem Resi-Gelände.
Seit 2005 sendet der regionale Radiosender Energy Nürnberg jeden Samstag live aus dem Planet.
2009 führte Deutschlands ältestes, freies Musiktheater die Pocket Opera Company im Planet die Oper Petrolio von Emilio de’ Cavalieri auf.
Die letzte Party im Planet fand am 18. Juni 2014 statt.